# Ulf Bengtsson
Ulf Bengtsson (Höganäs, 1960. január 26. – Halmstad, 2019. március 17.) Európa-bajnok svéd asztaliteniszező.

## Sikerei, díjai
- Világbajnokság
  - ezüstérmes (2): 1983, 1985 (csapat)
- Európa-bajnokság
  - aranyérmes (2): 1984 (egyes), 1988 (csapat)
  - bronzérmes (2): 1982, 1984 (páros)